# اوست‌یوگوفسکی
اوست‌یوگوفسکی (انگلیسی: Ustyugovsky) یک شهرک در شهرستان بلاگووشچنسکی باشقیرستان کشور روسیه است.